# Cristiane Britto
Cristiane Rodrigues Britto (Salvador, 25 de janeiro de 1979) é uma advogada e política brasileira, filiada ao Republicanos e ex-ministra da Mulher, da Família e dos Direitos Humanos do Brasil, cargo que exerceu de março a dezembro de 2022. Atualmente é assessora parlamentar do Republicanos no Senado Federal.

## Biografia
Cristiane Britto é filha dos empresários Romualdo Raimundo Rodrigues e Zilmar de Oliveira Rodrigues.
Formou-se em direito pelo Centro Universitário do Distrito Federal e concluiu especialização em direito eleitoral pelo Centro de Ensino Unificado de Brasília (CEUB).
Atuou como advogada no ramo do direito eleitoral no Distrito Federal, entre 2003 e 2019, quando se licenciou da advocacia para assumir o cargo de Secretária Nacional de Política para Mulheres.
É membro-associada da Academia Brasileira de Direito Eleitoral e Político (ABRADEP). Foi membro e vice-presidente da Comissão de Direito Eleitoral da Seccional do Distrito Federal da Ordem dos Advogados do Brasil (OAB-DF).
É casada com o também advogado Flávio Eduardo Wanderley Britto, que foi juiz substituto, na classe de jurista, do Tribunal Regional Eleitoral do Distrito Federal (TRE-DF) entre 2017 e 2019.

## Trajetória política
Integrante do corpo jurídico do partido político Republicanos, foi nomeada em maio de 2019 para chefiar a Secretaria Nacional de Políticas para Mulheres (SNPM), durante a gestão de Damares Alves no Ministério da Mulher, da Família e dos Direitos Humanos.
Em março de 2022, com a saída de Damares Alves, Britto assumiu o cargo de ministra da Mulher, da Família e dos Direitos Humanos no governo Jair Bolsonaro, exercendo-o até o final do governo Bolsonaro em 31 de dezembro de 2022.
Em março de 2023, foi indicada por seu partido, o Republicanos, para o cargo comissionado de assessora parlamentar junto à liderança da legenda no Senado Federal.